# Крупночешуйная цитара
Крупночешуйная цитара (лат. Citharus linguatula) — вид лучепёрых рыб из семейства цитаровые, отряда камбалообразные. Единственный представитель рода цитар (Citharus). Распространены в Восточной Атлантике вдоль побережья от северо-западной Африки к югу до 23° южной широты; также встречаются в Средиземноморье. Средняя длина тела около 15 см, максимальная 39,7. Донные рыбы. Взрослые живут на мягких грунтах от береговой линии до глубины около 300 м, но на глубине более 200 м ловятся редко. Кормятся мелкой рыбой и ракообразными. Безвредны для человека и являются объектами мелкого коммерческого промысла.